# Reyer Venezia 1994-1995
Questa voce raccoglie le informazioni riguardanti la Reyer Venezia nelle competizioni ufficiali della stagione 1994-1995

## Stagione
La Reyer Venezia gioca con sponsor Acqua minerale San Benedetto in questa stagione e conclude il campionato di serie A2 finendo tredicesima su 16 squadre. La squadra arriva agli ottavi di Coppa Italia.

## Roster
- Franco Binotto
- Gianluca Lulli
- Fernando Labella
- Alberto Pietrini
- Umberto Coppari
- Tullio De Piccoli
- Darrell Anderson
- Andrea Meneghin
- Fabio Ferraretti
- Alberto Pizzolato
- Matteo Herich
- Mario Guerrasio
- Jaxon Khari
- Francesco Marini[1]
- Allenatore: Frank Vitucci[2]
- Vice allenatore: